# HuCARD
HuCARD（ヒューカード）は、三菱樹脂とハドソンが共同開発したICカード型のROMカートリッジである。日本電気ホームエレクトロニクス（NECホームエレクトロニクス）とハドソンが共同開発した家庭用ゲーム機であるPCエンジンで使用された。

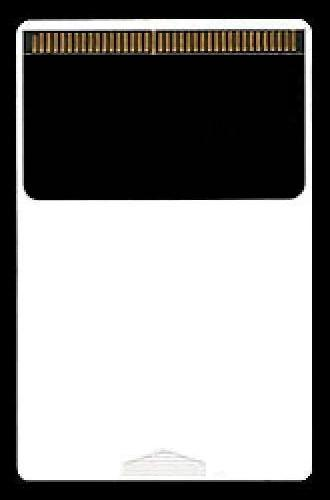
HuCARD
基本的に、容量が大きくなるほど樹脂シートのコーティング部分（黒いところ）が広くなる。

## 概要
1985年に三菱樹脂とハドソンがMSX・PC-98用のICカード型ROMカートリッジとして開発した「BEE CARD」をベースとする。それまで流通していた家庭用ゲーム機のROMカートリッジと比べてメディア自体が薄く小型のため保管しやすく可搬性に富む。また小型であることから、後にHuCARDがそのまま使用出来る携帯型ゲーム機PCエンジンGTが発売された。
1987年からPCエンジン用の媒体として供給されたが、同時期にPCエンジン用プラットフォームとして展開したCD-ROM2やSUPER CD-ROM2などの容量単価が安いCD-ROMに徐々に移行した。総タイトル数は1994年までの283である。

### 構成
黒い部分がROMチップとプリント基板で構成されており、これは白い部分のプラスチックカードにはめ込み接着され、その表面は樹脂シートでコーティングされる。電気的接点は露出しているが、表面を金めっきで処理し、防錆加工が施された。カード部分には基板の露出面と同じ面（PCエンジン差込時に露出している）にゲームタイトルなどがカラー印刷され、裏面には標準的な取り扱いの注意などが単色印刷された。
プラスチックカード部分には空間があり、電子回路や電池を組み込んだ製品も存在する。例えば『ポピュラス』は高度な計算処理を行うために一定量のRAMスペースを必要とする。PCエンジン本体にはワークRAMとして、8 KBのRAMが搭載されているが、その容量では必要な計算はこなせない。RAMは常に電流を流していないと作動しないため、HUCARDに電池を搭載したことで、非搭載のHuCARDより厚くなった。またCD-ROM2用のスーパーシステムカードやアーケードカードではRAMも併せて搭載され、『天の声BANK』はSRAMバッテリーバックアップを搭載する。
ケースにはCD用ケースをベースとしたパッケージが使われ、ソフトビニールケースに入ったHuCARD本体が収納される。初期は表側のフタはCDと同じ、裏側は専用の部品で背の部分と裏側に商品名が書かれた簡素なシールが貼られた。メーカーがゲームなどの説明を書くにしても表側に入れる取扱説明書の表紙部分しか場所が無いが、そこはタイトルとイメージイラストのみで占められていたものがほとんどだったため、店頭デモを見るか事前にゲーム雑誌などで情報を得ている場合以外では、ジャケット買いをするしかなかった。このタイプのケース内には緩衝材としてHuCARD大の薄いスポンジも同梱された。
後にCD用ケースのCDをはめる台座部分のみがHuCARD用の台座となり裏ジャケットや帯の付いた物に変更された。時期によっては同じソフトの再発売版でこのタイプに変更された例もある。このタイプのケースではソフトビニールケースの片側に小穴が開けられており、これを台座部分にある突起に引っ掛けてHuCARDを固定した。
これらのパッケージは店頭で陳列される際にまとめて一般に市販されているCDラックに収納が可能である。そのため同時期の家庭用ゲーム機用ソフトウェアのパッケージよりも省スペースな商品展示と陳列を可能とした。

### 容量
初期型HuCARDは容量が2 Mbit（256 KB）までしか記録できなかったため、初期のキラーソフトだった『R-TYPE』は1面から4面までを収録した前編として『R-TYPE I』を、5面から8面を収録した後編を『R-TYPE II』として2枚別々に3ヶ月の間を空けて発売された。後に4 Mbit（512 KB）、8 Mbit（1 MB）と容量拡張が行われた。最大容量は『ストリートファイターIIダッシュ』の20 Mbit（2.5 MB）。
- 1 Mbit（128 KB）
  - 『コラムス』、『上海』、『倉庫番ワールド』、『ハットリス』、『ブロディア』等
- 2 Mbit（256 KB）
  - 『R-TYPE I/II』、『カトちゃんケンちゃん』、『THE 功夫』、『邪聖剣ネクロマンサー』、『ビックリマンワールド』、『ボンバーマン』、『モトローダー』他
- 3 Mbit（384 KB）
  - 『ガンヘッド』、『ダンジョンエクスプローラー』、『ネクタリス』、『ニュートピア』、『ファイヤープロレスリング コンビネーションタッグ』他
- 4 Mbit（512 KB）
  - 『源平討魔伝 巻ノ弐』、『スーパースターソルジャー』、『ゼロヨンチャンプ』、『ソルジャーブレイド』、『麻雀学園 東間宗四郎登場』、『マジカルチェイス』他
- 4 Mbit（512 KB）+ SRAM（32KB）
  - 『ポピュラス』
- 6 Mbit（768 KB）
  - 『F1サーカス '92』、『スーパー桃太郎電鉄II』、『ダライアスプラス』、『ニュートピア II』、『パワーリーグ '93』、『桃太郎伝説II』、『雷電』等
- 8 Mbit（1 MB）
  - 『1941 Counter Attack』、『オルディネス』、『大魔界村』、『パロディウスだ! 〜神話からお笑いへ〜』、『PC原人3』、『ファイヤープロレスリング 3 Legend Bout』、『ボンバーマン'94』等
- 20 Mbit（2.5 MB）
  - 『ストリートファイターIIダッシュ』

周辺機器関連
- 1 Mbit（128 KB）＋SRAM（8 KB）＋バッテリーバックアップ
  - 『天の声BANK』
- 2 Mbit（256 KB）＋SRAM（192 KB）
  - 『スーパーシステムカード』
- 2 Mbit（256 KB）＋SRAM（192 KB）＋DRAM（2 MB）
  - 『アーケードカードPRO』
- DRAM（2 MB）
  - 『アーケードカードDUO』

NEC-HE非公認製品
- 4 Mbit（512 KB）
  - 『ボディコンクエスト II』、『アイドル花札ファンクラブ』他
- 8 Mbit（1 MB）
  - 『ストリップ・ファイター II』、『レディソード 略奪された10人の乙女』他
- HACKER CD CARD（32 KB）
  - 『CD麻雀 美少女中心派』、『ハイレグファンタジー』他
    - ゲームエクスプレスから発売されたCD-ROMソフトに同梱されたもの。NEC-HE非公認でCD-ROM2システムを合法的な形で利用するため、同社のゲームをプレイ時には必ず本体にこのカードを装着する必要がある。周辺機器としてのSUPER CD-ROM2本体/Duoシリーズ/レーザーアクティブ専用のため、旧CD-ROM2システムでは使用できない。緑と青の色違いの2種類があるが性能は同等。